# ミャンマー連邦共和国駐台北貿易事務所
ミャンマー連邦共和国駐台北貿易事務所（ビルマ語: မြန်မာကုန်သွယ်ရေးရုံး (တိုင်ပေ)、繁体字中国語: 緬甸聯邦共和國駐台北貿易辦事處、英語: Myanmar Trade Office, The Republic of the Union of Myanmar）は、台北市にあるミャンマーの連絡事務所である。
この事務所は、ミャンマー政府と中華民国政府の間に外交関係がない事情を踏まえて事実上の大使館として機能している。2015年6月に開設された。
カウンターパートは、ヤンゴンにある駐ミャンマー台北経済文化弁事処である。2013年11月、中華民国対外貿易発展協会がヤンゴンに貿易使節団を設置した。
2021年、閉鎖した。

## 代表
| 代 | 氏名（日本語）     | 氏名（ビルマ語） | 氏名（英語） | 氏名（中国語繁体字） | 着任   | 退任   | 備考        |
| -- | ------------------ | ---------------- | ------------ | -------------------- | ------ | ------ | ----------- |
| 1  | テッ・ルイン・ウー | ဦးသက်လွင်ဦး           | Thet Lwin Oo | 鄧倫武               | 2015年 | 2018年 | [ 2 ] [ 3 ] |
| 2  | ミョー・テット     | ဦးမျိုးသက်             | Myo Thet     | 妙鄧                 | 2018年 | 2020年 | [ 4 ]       |